# جعفر الدارابي
السيد جعفر بن إسحاق (أو أبي إسحاق) العلوي الموسوي الدارابي البروجردي (1189 هـ - 1267 هـ). هو رجل دين ومتكلِّم شيعي إيراني يقال له أحياناً السيد جعفر الكشفي،
وقد اشتهر الدارابي بتصدِّيه لمعارضة أحمد بن زين الدين الأحسائي - وإن وافقه في بعض المقامات -.

## أولاده
| * صبغة الله الموسوي الكشفي. - ريحان الله. - اسحاق البروجردي - سينا البروجردي - عيسى البروجردي - علي البروجردي - حسن البروجردي - مصفى البروجردي - روح الله البروجردي - يعقوب البروجردي |

## مؤلفاته
للدارابي عدد من المؤلَّفات الفارسيَّة والعربيَّة، وذكر بعضها في تراجمه في كتب التراجم، كما أورد آغا بزرگ الطهراني أسماء كثير منها في مواضع متفرِّقة من موسوعته الذريعة إلى تصانيف الشيعة، ومن مؤلَّفاته:
| - إجابة المضطرين. في الرد على الشيخيَّة. - البلد الأمين في أصول الدين. منظوم في العقائد. - تحفة الملوك في السير والسلوك. - الرق المنشور في معراج نبينا المنصور. - سنا برق في شرح البارق من الشرق. ذكر الطهراني أنَّ هذا الكتاب «شرح دعاء رجب الخارج من الناحية المقدسة على يد الشيخ الكبير أبي جعفر محمد بن عثمان بن سعيد». - البرق والشرق أو الشرق والبرق. - الشريفية. منظومة في المنطق. | - شهب قابوس. في العقائد والمعارف. - صيد البحر. في الفوائد المتفرقة. - ميزان الملوك. - نخبة العقول في علم الأصول. - كفاية الأيتام. في الفقه، في ثلاث مجلدات. - منظومة في النحو. ذكرها الطهراني في موضعين من الذريعة. - منظومة في الكلام. - منظومة في الأخلاق. |